# Кэйо-Хориноути (станция)
Станция Кэйо-Хориноути (яп. 京王堀之内駅 кэйо хориноути эки) — железнодорожная станция на линии Сагамихара, расположенная в городе Хатиодзи.

## Планировка станции
2 пути и две боковые платформы.
| 1 | ■ Линия Сагамихара | Хасимото |
| 2 | ■ Линия Сагамихара | Тама-Центр ・ Тёфу ・ Мэйдаймаэ ・ Сасадзука ・ Синдзюку ・(Новая Линия Кэйо) Синдзюку ・(Линия Синдзюку) Итигая ・ Мотоявата |

## Близлежащие станции
| «                           | «                | Вид обслуживания | »                | »                |
| Линия Сагамихара            | Линия Сагамихара | Линия Сагамихара | Линия Сагамихара | Линия Сагамихара |
| --------------------------- | ---------------- | ---------------- | ---------------- | ---------------- |
| Express: не останавливается |                  |                  |                  |                  |
| Тама-Центр                  | Тама-Центр       | Local            | Минами-Осава     | Минами-Осава     |